# CinemaNext
CinemaNext (с 2004 до 2012 — XDC, до 2014 — dcinex) — компания, предоставляющая услуги по организации кинопоказов, базирующаяся в Льеже (Бельгия), имеет офисы в 26 других странах.

## Описание
Основана в 2004 году Лораном Минге (фр. Laurent Minguet), через 10 лет была выкуплена Ymagis Group. Основными видами деятельности CinemaNext являются установка и обслуживание проекционного оборудования, звуковых систем и оснащение кинотеатров. Они также предлагают кинотеатрам консультации по вопросам финансирования, управления проектами и ремонта.